# Lavinia Tănăsie
Lavinia Tănăsie (* 12. Dezember 2003) ist eine rumänische Tennisspielerin.

## Karriere
Tănăsie spielt vorrangig auf der ITF Women’s World Tennis Tour, wo sie bislang drei Einzeltitel und zwei Titel im Doppel gewinnen konnte.
2022 erhielt sie eine Wildcard für die Qualifikation zum Hauptfeld des Dameneinzels bei den BCR Iași Open, ihrem ersten Turnier der WTA Challenger Series.

## Turniersiege

### Einzel
| Nr. | Datum             | Turnier            | Kategorie | Belag | Finalgegnerin            | Ergebnis      |
| --- | ----------------- | ------------------ | --------- | ----- | ------------------------ | ------------- |
| 1.  | 12. Mai 2024      | Bukarest           | ITF W15   | Sand  | Karola Patricia Bejenaru | 6:2, 2:6, 6:1 |
| 2.  | 17. November 2024 | Nules              | ITF W15   | Sand  | Ruth Roura Llaverias     | 7:63, 6:2     |
| 3.  | 27. April 2025    | Kuršumlijska Banja | ITF W15   | Sand  | Amandine Monnot          | 6:1, 6:3      |

### Doppel
| Nr. | Datum        | Turnier  | Kategorie | Belag | Partnerin         | Finalgegnerinnen                        | Ergebnis         |
| --- | ------------ | -------- | --------- | ----- | ----------------- | --------------------------------------- | ---------------- |
| 1.  | 6. Juli 2024 | Galați   | ITF W15   | Sand  | Mara Gae          | Olivia Bergler Marija Podurajewa        | 6:2, 6:1         |
| 2.  | 10. Mai 2025 | Bukarest | ITF W15   | Sand  | Bianca Bărbulescu | Lidija Entschewa Diana-Ioana Simionescu | 3:6, 6:4, [10:5] |